# Santiago Civetta
Santiago Civetta Ponce de León (Montevideo, Uruguay, 28 de febrero de 1998), más conocido como Santiago Civetta, es un jugador profesional uruguayo de rugby que se desempeña en la posición de ala cerrado en Peñarol Rugby, equipo perteneciente a la liga Super Rugby Américas.

## Carrera
Civetta comenzó su carrera deportiva con el equipo Old Boys Club. En 2020 se unió a Peñarol Rugby, donde lleva jugando cinco temporadas. También es parte de la Selección de rugby de Uruguay.